# Jan Vranken (socioloog)
Jan Vranken (Vucht, 7 juli 1944) is sinds 2009 emeritus gewoon hoogleraar van de Universiteit Antwerpen maar hij blijft actief als onderzoeker, in OASeS en als onafhankelijk expert.
Hij doceerde sociologie van de ongelijkheid en de stratificatie, sociologie van armoede en sociale uitsluiting, stadssociologie, seminarie sociale problemen. Hij publiceert twee handboeken sociologie. Het eerste was - onder de titel 'Het speelveld, de spelregels en de spelers? - in 2013 aan zijn vijfde editie toe. Ondertussen kwam er ook een tweede handboek dat 'Niemand is een eiland' heet en dat veeleer naar een ruimer publiek is gericht. Qua onderzoek is zijn belangrijkste realisatie het Centrum OASeS - Ongelijkheid, Armoede, Sociale Uitsluiting en de Stad, waarbinnen hij tientallen projecten leidde op het vlak van armoede en andere vormen van sociale uitsluiting (thuisloosheid, migratie), van stedelijke problematiek en van verwante toestanden. Hij was promotor van verschillende doctoraten (onder meer Caroline Dewilde, Danielle Dierckx, Katia Levecque en Femke De Keulenaer).
Zijn afkomst uit een arbeidersgezin is mede bepalend voor het sociologisch paradigma van armoede en sociale uitsluiting waarmee hij school maakt. Zijn belangstelling voor de thematiek van armoede werd gewekt als lid van de Werkgroep Alternatieve Ekonomie tijdens zijn (onvoltooide) studies in de economische wetenschappen (1966-1968), na zijn licentiaat politieke en sociale wetenschappen aan de Katholieke Universiteit Leuven (1962-1966). Die WAE publiceerde in 1968 de allereerste studie over armoede: 'Armoede in België. Een wetenschappelijk pamflet'.
Hij promoveerde tot doctor in de politieke en sociale wetenschappen op 7 oktober 1977 aan de Universiteit Antwerpen met als onderwerp 'Armoede in de Welvaartsstaat. Een poging tot historische en structurele plaatsing'; promotor was Herman Deleeck. Hij is de Vlaamse autoriteit bij uitstek op het gebied van armoede, waarover hij tussen 1992 en 2011 het "Jaarboek Sociale Uitsluiting" publiceerde (Vranken J., e.a. [edit) (2010)- Armoede en sociale uitsluiting: jaarboek. Leuven: Acco). In 2010 lanceerde hij een federaal Jaarboek 'Armoede in België'/'Pauvreté en Belgique'). Sinds het begin van de eeuw nam onderzoek over stedelijke problemen, meestal in Europees verband, aan belang toe. Zo coördineerde hij twee internationale onderzoeken in het Kaderprogramma van de Europese Commissie (UGIS, Urban Governance, Inclusion and Sustainability - 2000-2003 - en FACIT, The Role of FBOs in the field of social exclusion in an urban context' - 2008-2010).
Zijn emeritaat werd opgefleurd door een hartverwarmend feest, waarop heel wat oudstudenten en collega's optraden zoals een koor dat een aantal liederen bracht waarin zijn sociale herkomst en zijn maatschappelijk engagement werd belicht. Als wetenschapper werd hij vereerd met - onder meer-  twee publicaties:
K. De Boyser, C. Dewilde, D. Dierckx (2009). Naar het middelpunt van de marge: Reflecties over veertig jaar armoedeonderzoek en -beleid. Leuven/Amersfoort: Acco.
K. De Boyser, C. Dewilde, D. Dierckx, J. Friedrichs (2009). Between the social and the spatial: exploring the multiple dimensions of poverty and social exclusion. Aldershot: Ashgate.
Zoals vermeld, blijft hij na zijn emeritaat actief, zoals onder meer uit de bibliografie blijkt.

## Korte bibliografie
J. Vranken (2014). Thatcher aan de Schelde. Antwerpen, EPO.
W. Lahaye, I. Pannecoucke, J. Vranken & R. Van Rossem (eds) (2013). Armoede in België. Jaarboek 2013. Leuven: Acco.
W. Lahaye, I. Pannecoucke, J. Vranken & R. Van Rossem (eds) (2013). Pauvreté en Belgique. Annuaire 2013. Leuven: Acco.
D. Dierckx, J. Vranken, I. Elander (2012). Changing policies: how faith-based organisations participate in poverty policy. In: J. Beaumont e.a. (eds), Faith-based organizations and exclusion in European cities. Oxford, Policy Press, p. 155-172.
A. Eraydin, T. Tasan-Kok, J. Vranken (2010). Diversity matters: Immigrant entrepreneurship and contribution of different forms of social integration in economic performance of cities, in: European Planning Studies,18:4, p. 521-543.
W. Vandenhole, J. Vranken & K. De Boyser eds (2010). Why Care? Children's rights and child poverty. Antwerpen: Intersentia.
J. Vranken, e.a. [edit.] (2009). Arm Europa: over armoede en armoedebestrijding op het Europese niveau. Leuven: Acco, 2009.
J. Vranken (2008). Competitiveness and cohesion: a Janus head? Some conceptual clarifications, in P. Ache, e.a. [edit.], Cities between competitiveness and cohesion: discourse, realities and implementation, Berlin: Springer, p. 19-37.
Y. Krols, B. Van Robaeys, J. Vranken (2008). Gelijke kansen voor morgen: Een verkenning van armoede bij Turkse en Marokkaanse vrouwen in Vlaanderen. Leuven: Acco.
T. Tasan-Kok, J. Vranken (2008). From survival to competition? The socio-spatial evolution of Turkish immigrant entrepreneurs in Antwerp, in P. Ache, e.a. [edit.], Cities between competitiveness and cohesion: Discourse, realities and implementation. Berlin: Springer, p. 155-168.
B. Van Robaeys, J. Vranken, N. Perrin & M. Martiniello (2007). De kleur van armoede: Armoede bij personen van buitenlandse herkomst. Leuven: Acco.
N. Perrin, M. Martiniello, B. Van Robaeys, J. Vranken (2007). La pauvreté chez les personnes d'origine étrangère. Liège: Les Éditions de l'Université de Liège: Sociopolis.
I. Van Nieuwenhuyze & J. Vranken (2006). Antwerp: Confronting the Social and Spatial, in S. Musterd e.a. (eds), Neighbourhoods of Poverty. Palgrave.
P. De Decker, C. Kesteloot, F. De Maesschalck & J. Vranken (2005). Revitalising the city in an anti-urban context: extreme right and the rise of an urban policy in Flanders-Belgium. International Journal of Urban and Regional Research, 29, 1:152-171.
J. Vranken (2005). Changing Forms of Solidarity: Urban Development Programs in Europe, in Y. Kazepov (ed), Cities of Europe. London, Blackwell, p. 255-276.
J. Burgers & J. Vranken (2004). How to make a successful urban development programme. Experiences from nine European countries, (UGIS Collection 3), Antwerpen/Apeldoorn: Garant (translated in Dutch, German and French).
J. Vranken (2001). Unravelling the Social Strands of Poverty: Differentiation, Fragmentation, Inequality, and Exclusion, in: H.T. Andersen & R. Van Kempen (eds.), Governing European cities: Social fragmentation, social exclusion and urban governance. Ashgate, Aldershot, p. 71-88.
- Bibsys: 10019677
- Bibliothèque nationale de France: cb12691337r (data)
- International Standard Name Identifier: 0000 0000 4510 9676
- Library of Congress Control Number: n98061809
- Nationale Bibliotheek van Israël: 987007364687805171
- Nederlandse Thesaurus van Auteursnamen: 070606129
- Système universitaire de documentation: 129430587
- Virtual International Authority File: 1787742
- WorldCat: E39PBJbtprPmYg49g6dCxPHV4q